# Lijst van personen uit Warnsveld

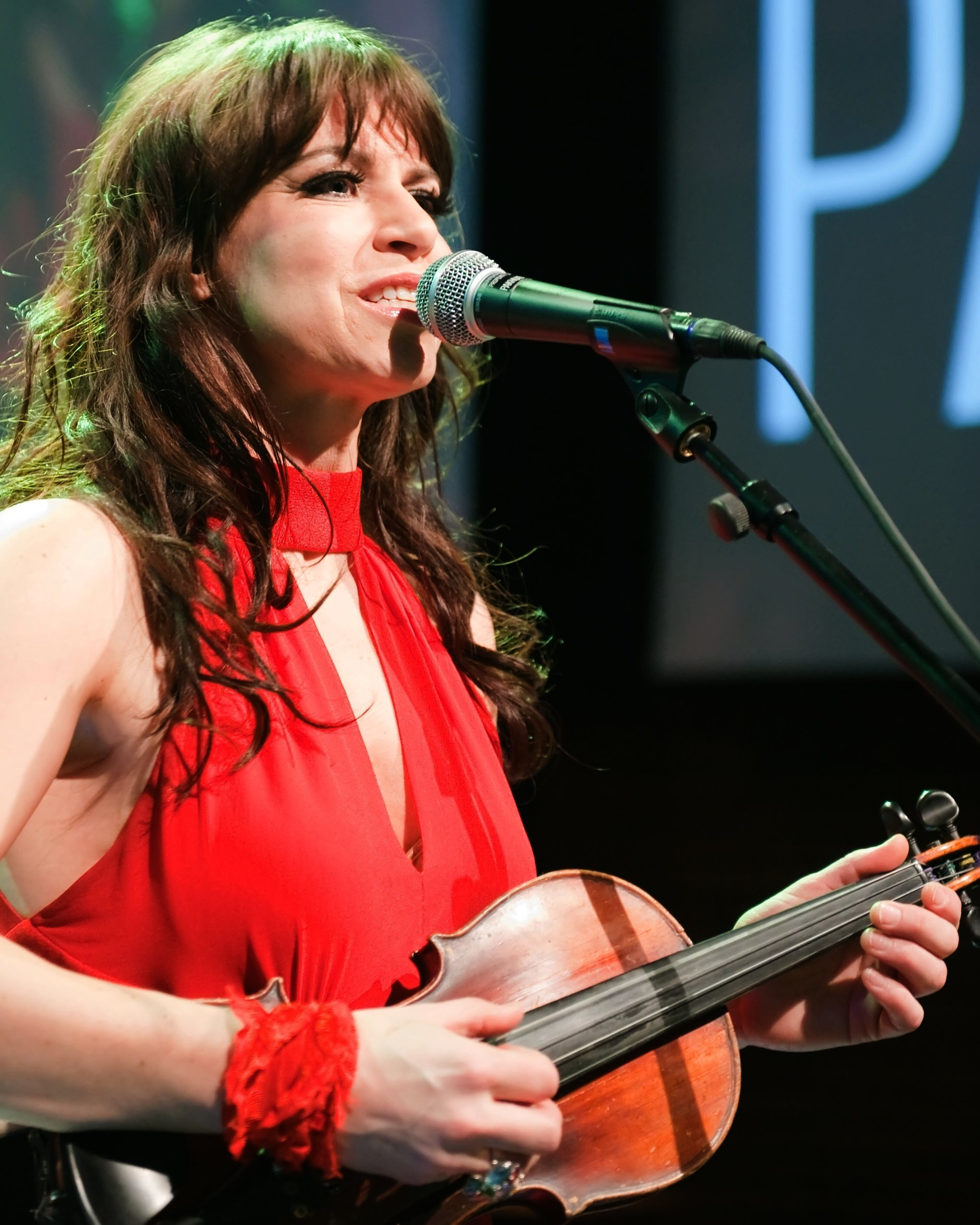
Ellen ten Damme (1967)
geboren in Warnsveld

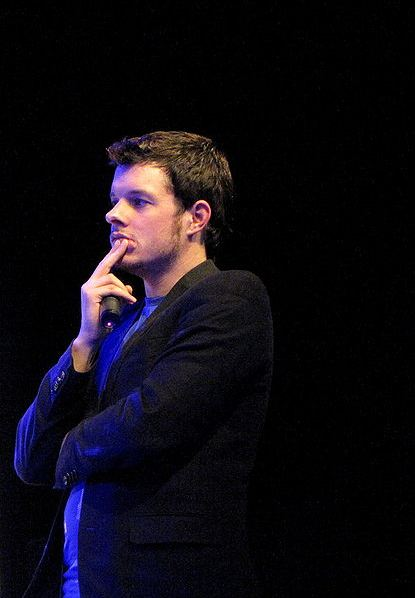
Filemon Wesselink (1979)
geboren in Warnsveld

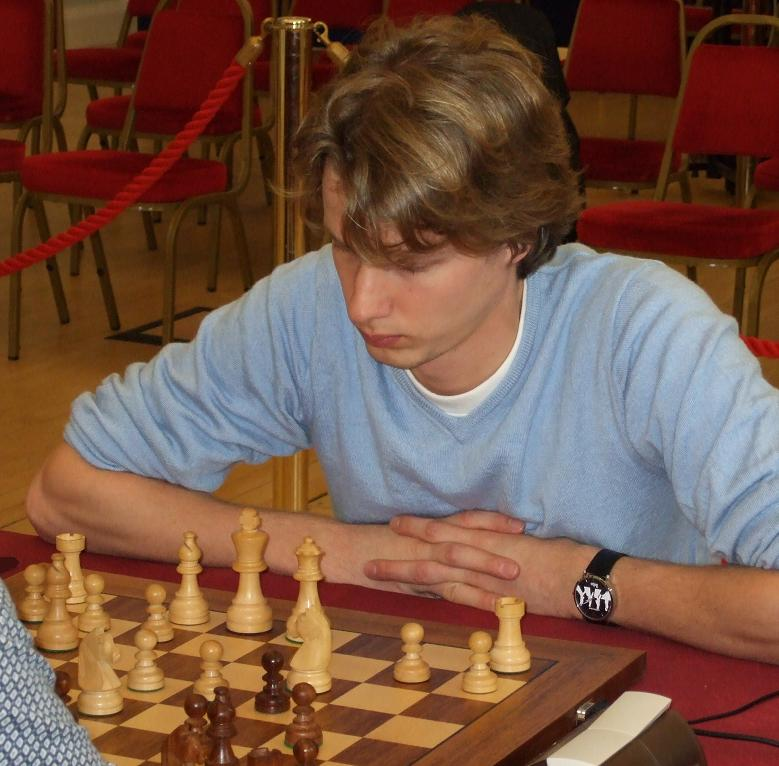
Jan Werle (1984)
geboren in Warnsveld

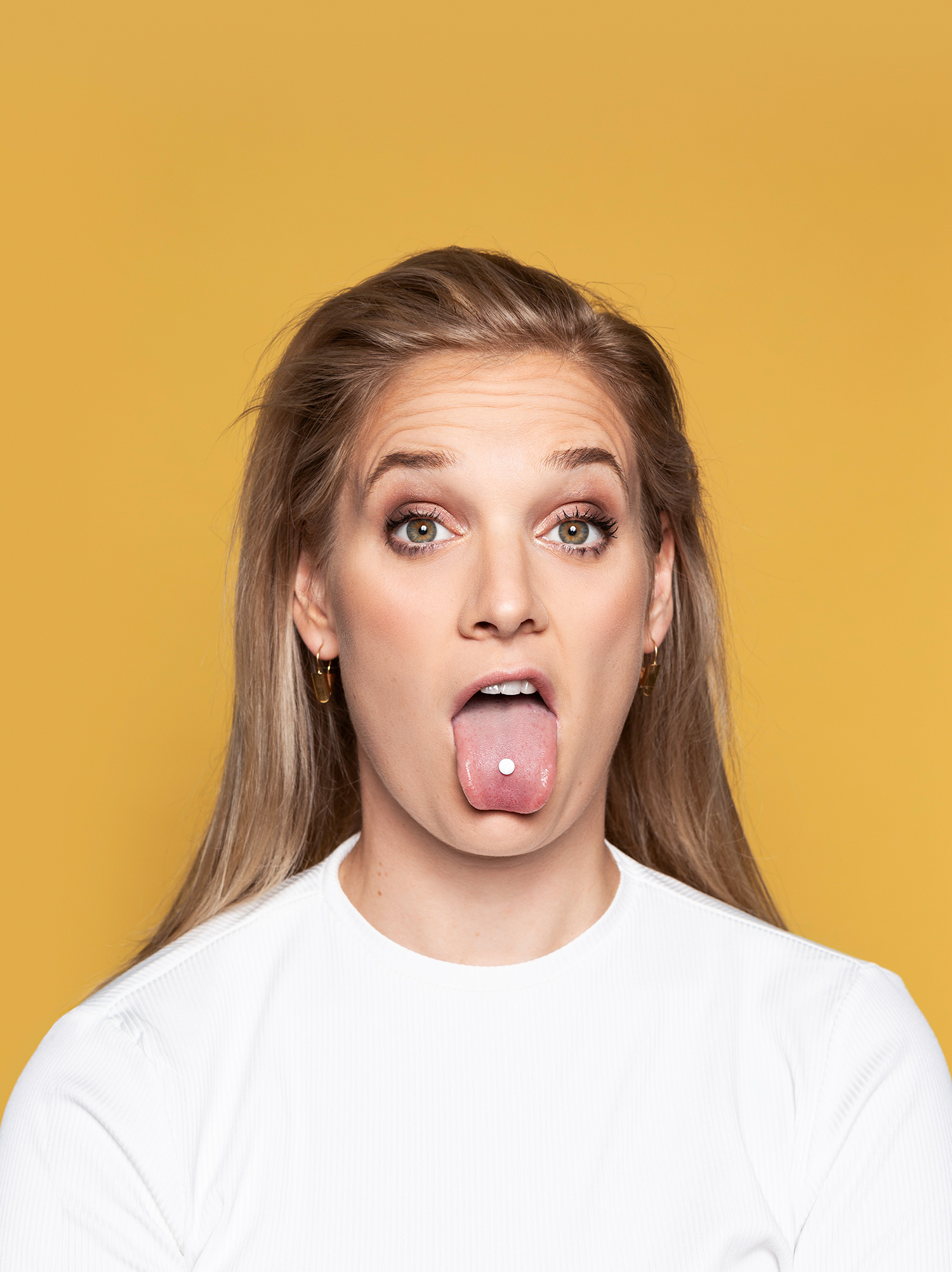
Francien Regelink (1986)
geboren in Warnsveld

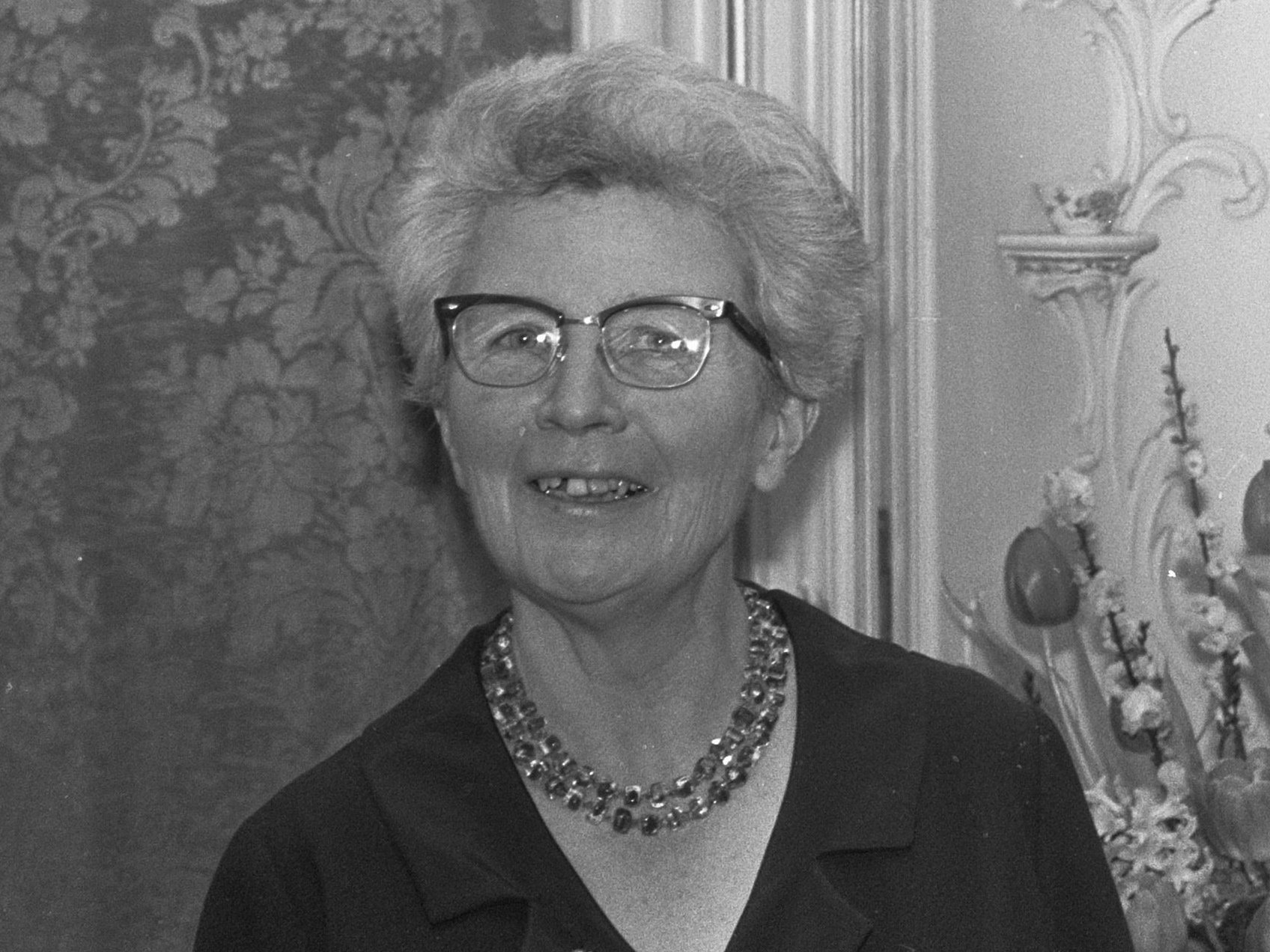
Ida Gerhardt (1905-1997)
overleden te Warnsveld

Dit is een chronologische lijst van personen uit Warnsveld. Het gaat om personen geboren of gestorven in Warnsveld, een Nederlands dorp in de Gelderse gemeente Zutphen.

## Geboren
- Lumina van Medenbach Wakker (1818-1910), eerste ongehuwde Nederlandse vrouw die als zendeling door een zendingsgenootschap werd uitgezonden
- Richard Constant Boer (1863-1929), taalkundige
- Reep verLoren van Themaat (1882-1982), civiel ingenieur
- Hans Brandts Buys (1905-1959), schrijver, dirigent en Bach-kenner
- Loek Brandts Buys (1908- 1983), architect en tekenaar
- Hendrik Willem Groot Enzerink (1916-2001), verzetsstrijder
- Frans Hartman (1939-2015), ondernemer in tuinmeubelen en ex-voorzitter FC Twente
- Frits Vrijlandt (1967), bergbeklimmer en voorzitter NKBV
- Ellen ten Damme (1967), actrice en zangeres
- Anne-Wil Lucas (1975), voormalig Tweede Kamerlid
- Mark van Eeuwen (1976), acteur
- Daniël Voigt (1977), voetballer
- Filemon Wesselink (1979), verslaggever en presentator
- Jelle Amersfoort (1980), musicus, componist, televisiepresentator en stemacteur
- Rogier Honig (1982), voetbalscheidsrechter
- Cathelijne Noorland (1983), pianiste
- Jan Werle (1984), schaakgrootmeester
- Maurice Bartelds (1985), voetballer
- Stef de Bont (1986), sportjournalist
- Thijs van Amerongen (1986), wielrenner
- Francien Regelink (1986), schrijfster

## Overleden
- Adriaan van den Ende (1768-1846), onderwijsvernieuwer en maker van de onderwijswet van 1806
- Edsard Jacob Gelderman (1839-1889), burgemeester
- Fritz Bauduin (1864-1943), vice-admiraal en chef van het Militaire huis van de koningin
- Eduardus van Voorst tot Voorst) (1874-1945), sportschutter
- Willem Jacob Oudendijk (1874-1953), diplomaat
- Paul Antoine Guillaume de Milly van Heiden Reinestein (1881-1967), burgemeester
- Albertus Frederik Hanssens (1910-1980), politicus
- Hubert van Hille (1903-1983), kunstschilder
- Willem Frederik van der Steen (1905-1983), atleet
- Kitty de Josselin de Jong (1903-1991), schrijfster
- Ida Gerhardt (1905-1997), dichteres
- Paul Rodenko (1920-1976), schrijver
- Hendrik Willem Groot Enzerink (1916-2001), verzetsstrijder
- Theodoor Herman Lunsingh Scheurleer (1911-2002), conservator en hoogleraar
- Wim Albers (1920-2009), politicus
- Wiete Hopperus Buma (1926-2009), burgemeester
- Ton Luijten (1939-2015), auteur, columnist, Zutphens stadsdichter 2009/2010
- Zeno Melchior Deurvorst (1928-2019), burgemeester
- Eric Kamerling (1943-2021), burgemeester en politicus

## Woonachtig geweest in Warnsveld
- Jeroen Brouwers, schrijver